# Oxycera
Oxycera és un gènere de dípters braquícers de la familia Stratiomyidae.

## Taxonomia
- O. analis Wiedemann En Meigen, 1822
- O. centralis Loew, 1863
- O. daliensis Li & D. Yang, 2010
- O. Dives Loew, 1845
- O. fallenii Staeger, 1844
- O. flava (Lindner, 1938)
- O. germanica (Szilády, 1932)
- O. grancanariensis Frey, 1936
- O. grata Loew, 1869
- O. leonina (Panzer, 1798)
- O. limbata Loew, 1862
- O. locuples Loew, 1857
- O. lyrifera (Szilády, 1941)
- O. marginata Loew, 1859
- O. meigenii Staeger, 1844
- O. morrisii Curtis, 1833
- O. muscaria (Fabricius, 1794)
- O. nigricornis Olivier, 1811
- O. pardalina Meigen, 1822
- O. pseudoamoena Dusek & Rozkosny, 1974
- O. pygmaea (Fallén, 1817)
- O. rara (Scopoli, 1763)
- O. stigmosa (Kertész, 1916)
- O. terminata Meigen, 1822
- O. trilineata (Linnaeus, 1767)
- O. varipes Loew En Heyden, 1870